# Golgol Mebrahtu
Golgol Mebrahtu (tig. ጎልጎል ተድሮስ መብራህቱ; Khartum, 28 agosto 1990) è un calciatore eritreo naturalizzato australiano, attaccante del Bentleigh Greens.

## Biografia
Nato a Khartum da una famiglia eritrea rifugiata a causa della Guerra d'indipendenza, si è trasferito a nove anni in Australia.